# Canillas de Río Tuerto
Canillas de Río Tuerto – gmina w Hiszpanii, w prowincji La Rioja, w La Rioja, o powierzchni 3,6 km². W 2011 roku gmina liczyła 42 mieszkańców.